# Espectaculares JES
Espectaculares JES Fue uno de los programas musicales más importantes de la televisión colombiana creado, dirigido y presentado por Julio Sánchez Vanegas emitido desde 1967 hasta 1994, fue también el primer programa en viajar por todo el mundo conociendo a cantantes internacionales. 

## Artistas
El programa contaba con varios artistas nacionales e internacionales como:
- Armando Manzanero
- María Conchita Alonso
- Daniela Romo
- Paloma San Basilio
- Rocío Dúrcal
- Flans
- Alfredo Gutiérrez
- Rocío Jurado
- Julio Iglesias
- Héctor Lavoe
- Tito Puente
- Celia Cruz
- José Luis Rodríguez
- Carlos Mata
- Barry White
- Lyda Zamora
- Jeronimo
- Harold Orozco
- Sandro
- José Luis Perales
- The Platters
- Billy Preston
- Alfredo Linares
- Kiara
- Fania All-Stars
- Rudy Marquez
- Raphael
- Leonor González Mina
- Paco de Lucia
- Oscar de Leon
- Emmanuel
- El Combo de las Estrellas
- Fausto
- Pimpinela
- Billy Pontoni
- Pastor López
- Vicky
- Fania All-Stars
- Cuco Valoy
- Alci Acosta
- Oscar Golden
- Galy Galiano
- Diomedes Díaz
- Joe Arroyo
- Willie Colón
- Wilfrido Vargas
- Jimmy Salcedo
- Fruko y sus Tesos
- Miguel Gallardo
- Gloria Gaynor
- Susana Rinaldi
- Toquinho
- Rodolfo Aicardi
- Eddie Palmieri
- Roberto Ledesma
- Rubén Blades
- Olimpo Cárdenas
- Manolo Otero
- Binomio de Oro
- Grupo Niche
- Los Tupamaros
- Gloria Estefan
- José Feliciano
- José José
- Claudia de Colombia
- Carmen Sevilla
- Jorge Oñate
- Gustavo Quintero
- Los Ocho de Colombia
- Carlos Vives
- Pasaporte
- Cómplices
- Guayacán Orquesta
- Miguel Bosé
- Grupo Clase
- Los Alfa 8
- Ekhymosis